# Sarah Kubitschek
Sarah Luiza Lemos Kubitschek de Oliveira GCC • GCIH (Belo Horizonte, 5 de outubro de 1908 — Brasília, 4 de fevereiro de 1996) foi primeira-dama do país de 1956 a 1961, como esposa de Juscelino Kubitschek, 21.º presidente do Brasil. Antes disso, Sarah atuou como primeira-dama de Belo Horizonte de 1940 a 1945 e como primeira-dama do estado de Minas Gerais de 1951 a 1955.
Sarah era membro de uma das famílias mais influentes e tradicionais de Minas Gerais, com laços profundos na política e na sociedade brasileira. Filha de um deputado federal e neta de um comendador, Sarah tinha entre seus parentes próximos figuras notáveis: primos que atuaram como ministros nos governos dos presidentes Getúlio Vargas e Eurico Gaspar Dutra. Ela também era sobrinha-bisneta de João Antônio de Lemos, o Barão do Rio Verde, reforçando suas conexões com a elite política e social do país. Esses laços familiares influenciaram sua trajetória e fortaleceram sua posição como uma figura de destaque ao lado do presidente Juscelino Kubitschek.
É considerada uma das primeiras-damas mais atuantes da história do Brasil, ao lado de Darcy Vargas e Ruth Cardoso. Ela desempenhou um papel de grande relevância à frente da Fundação das Pioneiras Sociais, uma instituição que tinha como foco a saúde e o bem-estar social, especialmente em relação à assistência materno-infantil. A fundação promoveu campanhas de saúde pública e assistência social em todo o país, refletindo o compromisso de Sarah com causas sociais e o seu empenho em promover melhorias nas condições de vida dos brasileiros. Sua atuação consolidou seu legado como uma figura de impacto no cenário social e filantrópico brasileiro.
Sarah era uma mulher de personalidade marcante, com um forte temperamento, sendo enérgica, determinada e dotada de boas maneiras. Juscelino Kubitschek, seu marido, chegou a afirmar que "às vezes tinha a impressão de que se casara com um tigre", ressaltando seu espírito indomável e vigoroso. Apesar de sua disposição e envolvimento social, Sarah mantinha um perfil conservador e não tinha apreço pela política, preferindo concentrar suas ações em causas sociais e filantrópicas, onde dedicou grande parte de sua energia e empenho.

## Família e antecedentes
Sarah Luiza de Sousa Lemos nasceu em uma família tradicional de Belo Horizonte, sendo filha do deputado federal Jaime Gomes de Sousa Lemos e de Maria Luiza Negrão. Ela cresceu em um ambiente familiar significativo, com quatro irmãos: Amélia, Maria Luiza, Geraldo e Idalina. Sua irmã Amélia se casou com o político Gabriel de Rezende Passos, que teve uma carreira notável como deputado federal, ministro de Minas e Energia durante o governo de João Goulart e procurador-geral da República entre 1936 e 1945.
Através de sua mãe, Sarah era prima de figuras proeminentes como Francisco Negrão de Lima e Octacílio Negrão de Lima. Seu avô materno, José Duarte da Costa Negrão, era comendador e um dos fundadores da Companhia União Lavrense, que mais tarde se tornou a Companhia Fabril Mineira. Além disso, Sarah era sobrinha-bisneta do Barão do Rio Verde, consolidando seu legado familiar entre as influências políticas e sociais da época.

## Namoro com JK

JK em fotografia de família.

Na juventude, Sarah conheceu Juscelino Kubitschek de Oliveira durante uma festa beneficente em 1926, e se apaixonou perdidamente por ele. Juscelino, que se tornaria o primeiro presidente brasileiro nascido no século XX, decidiu se especializar em urologia na Europa, retornando um ano depois, em 1930. Nesse período, o Brasil vivia a efervescência da Revolução liderada por Getúlio Vargas, que resultou na deposição do presidente Washington Luís. Durante essa fase, JK rompeu o noivado com Sarah e passou a não responder suas cartas.
Apesar da dor e do abandono, Sarah, incentivada por sua mãe, tomou a decisão de esperá-lo. Sua determinação e paciência demonstraram a força de seu amor, que, eventualmente, levaria a uma reconciliação e ao casamento entre os dois, marcando o início de uma notável parceria na vida pública e política do Brasil.

### Casamento
No dia 30 de dezembro de 1931, Sarah e Juscelino Kubitschek celebraram seu casamento na cidade do Rio de Janeiro, em uma cerimônia que simbolizava o início de uma das parcerias mais notáveis da história política brasileira. No dia seguinte, a recém-casal comemorou a união em grande estilo, participando das festividades de réveillon no famoso Hotel Copacabana Palace, um dos ícones da hotelaria brasileira, conhecido por receber celebridades e dignitários.
Após a cerimônia, Sarah passou a assinar como Sarah Luiza Lemos de Oliveira, refletindo sua identidade familiar. Anos depois, quando Juscelino assumiu a presidência do Brasil em 1956, ela adotou o nome de Sarah Luiza Lemos Kubitschek de Oliveira. Essa mudança não foi apenas uma questão de conveniência, mas também uma maneira de reafirmar sua união com Juscelino e de se posicionar como uma parceira ativa em sua administração, um papel que se tornaria cada vez mais relevante durante seu mandato.

#### Filhas e adoção nos anos 50
Sarah Kubitschek tinha o sonho de ser mãe e desejava ter muitos filhos. No entanto, a realização desse desejo levou cerca de onze anos de tentativas até que, finalmente, nasceu sua filha biológica, Márcia Kubitschek. A alegria pela chegada da filha foi um marco na vida do casal, simbolizando um grande passo na construção da família. Anos depois, o casal decidiu adotar uma criança, dando início a uma nova fase em suas vidas. Eles adotaram Maria Estela Kubitschek, que era um ano mais velha do que Márcia. Essa adoção se tornou um dos casos mais emblemáticos de adoção no Brasil na década de 1950. Maria Estela, que tinha apenas cinco anos na época, foi colocada sob os cuidados dos padrinhos, Oswaldo e Judith, uma decisão tomada pelos próprios pais que buscavam garantir um ambiente familiar amoroso e estável para a menina.
A adoção de Maria Estela por Sarah e Juscelino ampliou a família e refletiu os valores sociais da época e a crescente importância da inclusão e do acolhimento de crianças em situação de vulnerabilidade. A história da família Kubitschek se destacou por sua humanização e pelas iniciativas em prol do bem-estar social, ressaltando a empatia e a responsabilidade social de Sarah, que sempre esteve atenta às necessidades das mulheres e crianças em sua comunidade.
Além de ser mãe, Sarah Kubitschek se tornou uma referência de cuidado e solidariedade, usando sua posição como primeira-dama para promover campanhas em favor da infância e da proteção à maternidade, solidificando seu legado como uma figura influente no cenário social e político do Brasil durante um período de significativas transformações.

## Primeira-dama de Minas Gerais
Em 1951, Sarah Kubitschek assumiu o papel de primeira-dama do Estado de Minas Gerais, após a posse de seu marido, Juscelino Kubitschek, em uma cerimônia no Palácio da Liberdade. Sua nova posição a colocou em contato direto com questões sociais urgentes, e ela rapidamente se destacou por sua disposição em agir. Ao ser convidada pela primeira-dama do Brasil, Darcy Vargas, juntamente com outras primeiras-damas estaduais, para liderar as Comissões Estaduais da Legião Brasileira de Assistência (LBA), Sarah não hesitou em aceitar o desafio.
A LBA, fundada em 28 de agosto de 1942, tinha como objetivo inicial apoiar as famílias dos soldados brasileiros que lutaram na Segunda Guerra Mundial. Contudo, com o tempo, suas atividades se expandiram, tornando-se uma organização vital para mães e famílias que viviam em situações de pobreza. Através da LBA, Sarah pôde canalizar seus esforços e ideias inovadoras para ajudar aqueles que mais precisavam.
Mesmo com a responsabilidade de liderar a LBA a nível estadual, Sarah não se limitou a essa função. Com uma visão ambiciosa e uma forte capacidade de mobilização, ela começou a reunir as mulheres da alta sociedade mineira, buscando arrecadar doações e outros recursos para auxiliar famílias em situação de vulnerabilidade. As reuniões dessas mulheres no Palácio da Liberdade eram marcadas por um espírito de solidariedade e compromisso social.
Em outubro de 1951, esse esforço culminou na criação das chamadas Voluntárias Sociais. Esse grupo de mulheres dedicou seu tempo e recursos a ajudar crianças, mães e gestantes, realizando campanhas de arrecadação e promovendo ações que melhoraram a vida de muitos em Minas Gerais. Sarah se tornou um símbolo de ação social e empoderamento feminino, aproveitando sua posição para catalisar mudanças significativas e proporcionar suporte àqueles que enfrentavam dificuldades.
O trabalho de Sarah Kubitschek na LBA e nas Voluntárias Sociais demonstrou sua dedicação às causas sociais e estabeleceu um modelo de primeira-dama ativa, comprometida com a melhoria das condições de vida das pessoas mais necessitadas, e seu legado perdura como um exemplo de compaixão e engajamento cívico.

## Primeira-dama do Brasil

Juscelino e Sarah Kubitschek em 1956.

Juscelino Kubitschek foi candidato à presidência da República nas eleições de 1955, conquistando a vitória com mais de três milhões de votos. A posse, realizada em janeiro do ano seguinte, marcou a ascensão de Sarah Kubitschek como a nova primeira-dama do Brasil, sucedendo Beatriz Ramos. Diferentemente de muitas primeiras-damas que optaram por se manter em segundo plano, Sarah não hesitou em ocupar um papel ativo e visível na vida política e social do país.

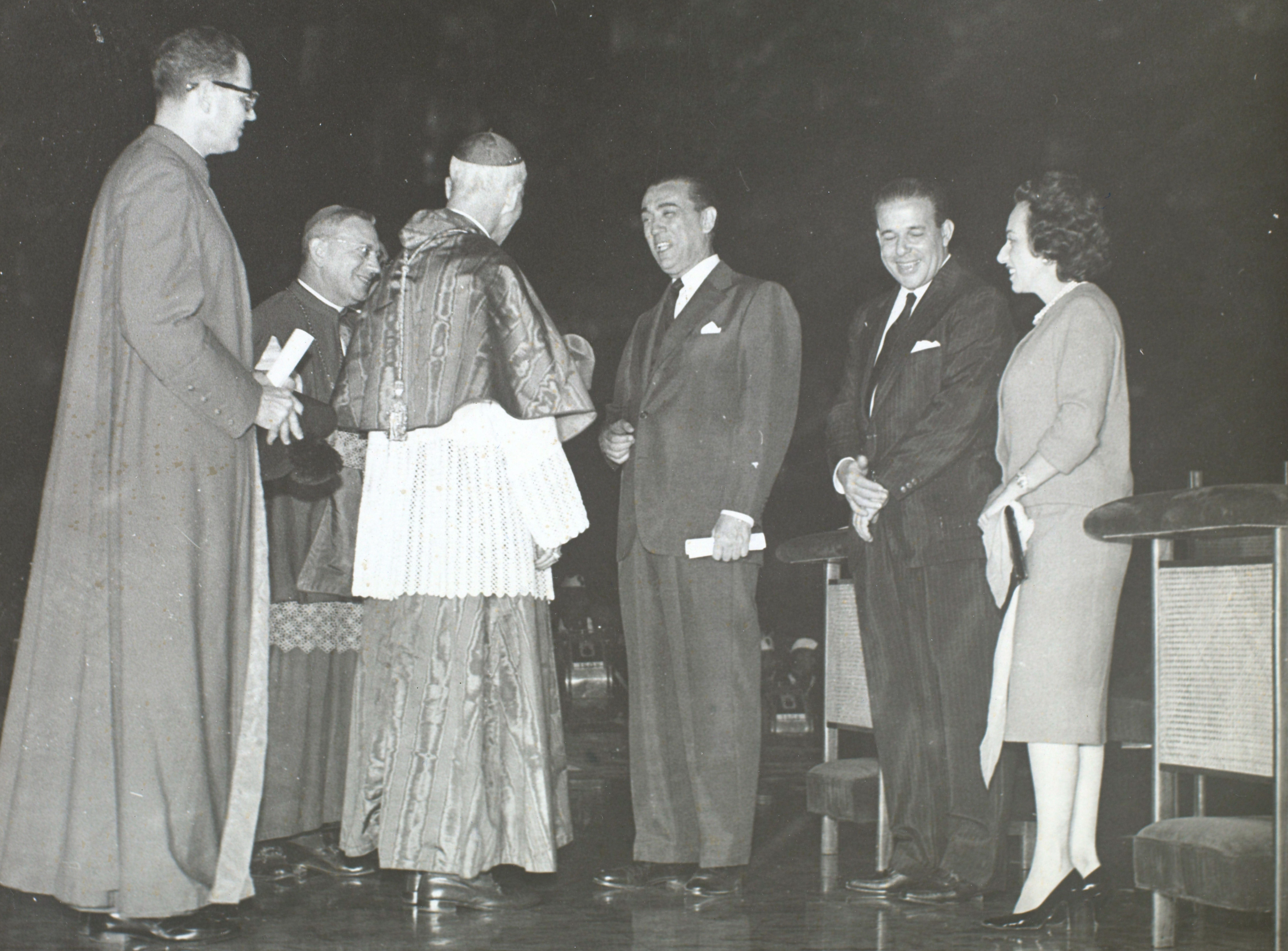
Sarah ao lado do presidente JK e do vice-presidente Jango na missa inaugural de Brasília, em 1957.

Como esposa do chefe da nação, Sarah se destacou como uma figura de apoio e como uma líder carismática e engajada. Ela utilizou sua posição para implementar e promover iniciativas sociais significativas, com um enfoque especial na assistência social. Um dos seus projetos mais notáveis foi a expansão da Fundação das Pioneiras Sociais, uma entidade criada para promover o bem-estar de crianças, adolescentes e suas famílias.
Em março de 1956, Sarah lançou uma campanha de abrangência nacional em apoio à fundação, demonstrando sua habilidade em mobilizar a sociedade civil em torno de causas sociais. Para arrecadar fundos e aumentar a visibilidade da causa, ela organizou um grande espetáculo teatral no Teatro Dulcina de Moraes. O evento foi um sucesso, atraindo uma ampla audiência disposta a prestigiar a primeira-dama e contribuir generosamente para suas ações assistenciais.

Essa abordagem inovadora de Sarah ajudou a consolidar a Fundação das Pioneiras Sociais e a posicionou como uma das primeiras-damas mais influentes da história do Brasil. Seu comprometimento com a assistência social e sua habilidade em mobilizar recursos e apoio público a tornaram uma referência na promoção de políticas sociais, exemplificando como a figura da primeira-dama pode ser um agente de mudança e transformação na sociedade. A atuação de Sarah Kubitschek deixou um legado duradouro, mostrando que uma primeira-dama pode, de fato, ter um impacto significativo na vida das pessoas.
Em um curto espaço de tempo as Pioneiras Sociais transformaram-se em um verdadeiro complexo assistencial. Da assistência às mães, crianças e mulheres grávidas, sua área de atuação ampliou-se para as atividades médico  assistenciais, atividades educacionais e atividades assistenciais na área da medicina preventiva, inclusive com o incentivo à criação de centros de pesquisas para estudo das doenças crônico degenerativas como o câncer – em especial o feminino - e as doenças cardiovasculares. Em novembro de 1957 foi  inaugurado, no Rio de Janeiro, o Centro de Pesquisas Luiza Gomes de Lemos que tinha entre seus objetivos oferecer atendimento  ambulatorial para prevenção e detecção precoce do câncer de colo do útero e de mama.

Rosana Temperini.

### Pioneiras Sociais

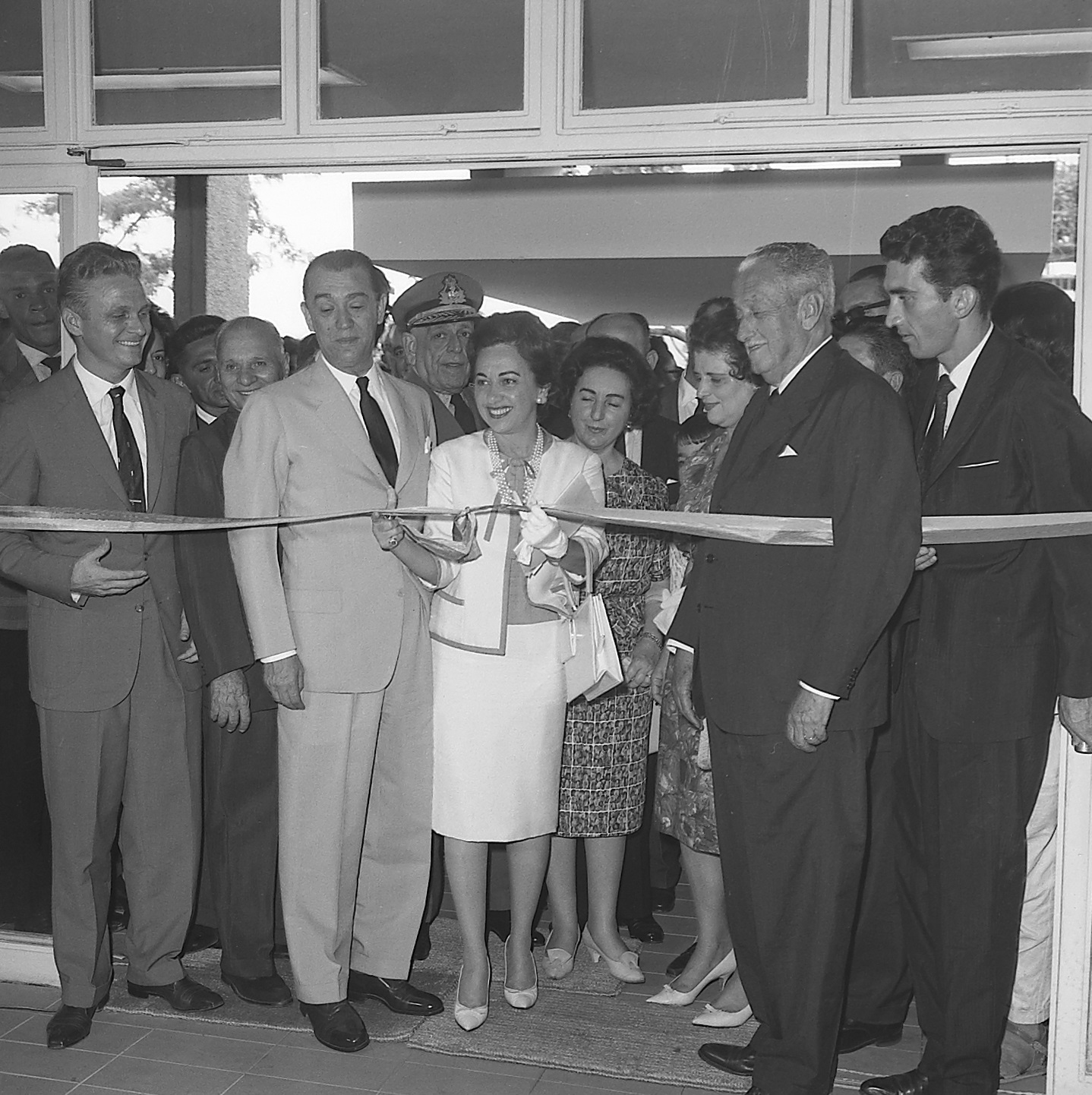
Sarah e JK na inauguração do Hospital de Recuperação da Fundação das Pioneiras Sociais, em 1961.

Inovou com a Fundação das Pioneiras Sociais. A organização foi criada quando ainda era primeira-dama de Minas Gerais, oferecendo apoio à crianças, mães e mulheres grávidas, estendendo-se as famílias mais pobres. A Fundação ganhou independência quando seu marido assumiu a Presidência da República, passando a adquirir recursos maiores, sendo originário do Governo Federal e de alguns setores como: comércio, indústria e particulares.
Em 29 de agosto de 1956, um decreto presidencial declarou as Pioneiras Sociais como uma instituição de utilidade pública, passando, assim, a ser caracterizada como personalidade jurídica e sem fins lucrativos.

#### Centro de Pesquisa Luiza Gomes de Lemos
Dentro das ações desempenhadas pelas Pioneiras Sociais, está a criação do Centro de Pesquisa Luiza Gomes de Lemos, posteriormente após a morte da mãe de Sarah, vítima de um câncer ginecológico.
O presidente JK solicitou o planejamento ao médico Arthur Campos da Paz, que aconselhou a criação de um centro de pesquisas dedicado à prevenção do câncer feminino. Em 1957 é inaugurado o Centro de Pesquisa Luiza Gomes de Lemos, nova unidade da Fundação das Pioneiras Sociais.
Focado na detecção precoce do câncer ginecológico e da mama, o atendimento na unidade era ambulatorial. Um esforço era feito para que mulheres que nunca haviam feito o exame preventivo fossem ao centro de pesquisa realizá-los.
Em 1968 foi fundada a Escola de Citopatologia que à época tinha formação voltada exclusivamente para a leitura de lâminas citológicas, principalmente para o colo do útero. Esse foi o primeiro curso de formação de citotécnicos no Brasil.

#### Centro de Reabilitação Sarah Kubitschek

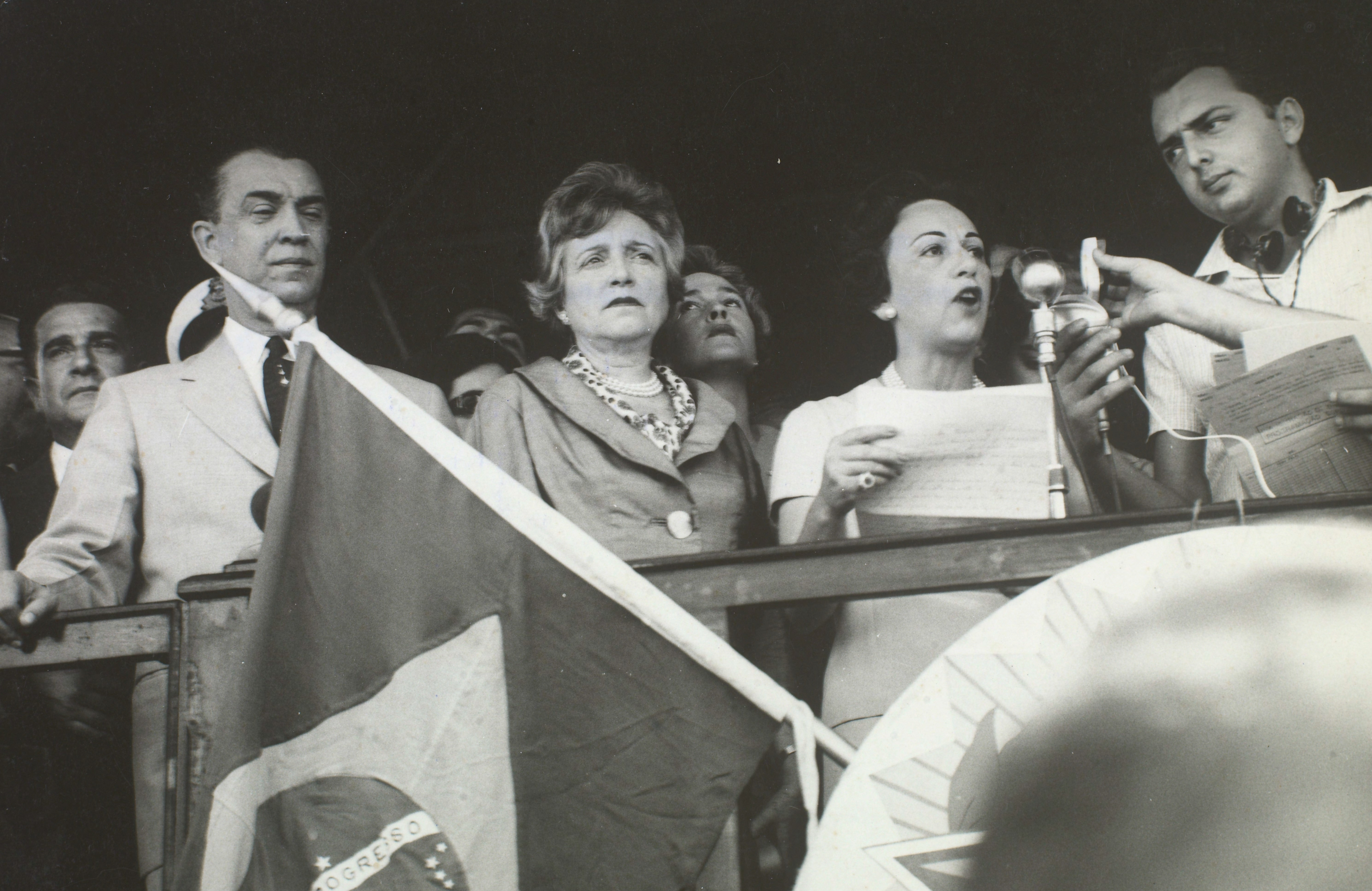
Sarah Kubitschek discursando na inauguração do Centro de Reabilitação, em Brasília, no dia 21 de abril de 1960.

A Fundação das Pioneiras Sociais deixou uma marca na história do Brasil com a implantação do Centro de Reabilitação Sarah Kubitschek, inaugurado em 21 de abril de 1960, na nova capital federal, Brasília. Esta instituição representa a grande obra de Sarah Kubitschek e foi projetada especialmente para oferecer serviços de reabilitação e recuperação motora à comunidade.
A motivação de Sarah para a criação do Centro de Reabilitação foi profundamente pessoal e esteve enraizada em sua experiência como mãe. Sua filha, Márcia, enfrentou problemas de coluna que exigiam cuidados especiais e constantes, o que despertou em Sarah a consciência sobre a necessidade de um espaço dedicado à reabilitação. Assim, o centro refletia seu desejo de ajudar outras famílias que enfrentavam desafios semelhantes e representava um avanço significativo na oferta de serviços de saúde e bem-estar à população.
O Centro de Reabilitação Sarah Kubitschek se destacou por oferecer um atendimento humanizado e especializado, contribuindo para a recuperação de pacientes com diferentes tipos de deficiências motoras. A instituição implementou uma abordagem integrativa, reunindo profissionais da saúde, fisioterapeutas e terapeutas ocupacionais, com o intuito de proporcionar uma reabilitação completa e eficaz.

### Dama da elegância
Sarah Kubitschek é lembrada até os dias de hoje como a "dama da elegância", uma figura emblemática que exerceu influência significativa no cenário da moda brasileira durante um período em que o país se preparava para uma ascensão no mercado de moda. Seu estilo era caracterizado por um gosto clássico, elegante e discreto, refletindo uma sofisticação que se tornaria referência para muitas mulheres.
Durante sua vida pública, Sarah optou por peças que combinavam qualidade e bom gosto, vestindo criações de renomados estilistas da época. Entre eles, destacam-se Zuzu Angel, Dener Pamplona, Guilherme Guimarães e Mena Fiala. Esta última foi responsável por praticamente todo o guarda-roupa de Sarah, incluindo o icônico vestido que ela usou na cerimônia de posse de Juscelino Kubitschek como presidente do Brasil. O vestido, com sua elegância e estilo refinado, simbolizava o papel de Sarah como primeira-dama e estabelecia um padrão de moda que influenciaria gerações futuras.
A presença de Sarah nas funções sociais e oficiais não se limitava apenas à sua aparência; ela se tornou um ícone de como a moda poderia ser utilizada como uma forma de expressão pessoal e uma ferramenta de empoderamento feminino. Sua habilidade em misturar moda com os compromissos sociais e políticos da época fez dela uma figura admirada e respeitada, consolidando seu lugar na história da moda brasileira e na memória coletiva do país. A influência de Sarah Kubitschek na moda continua a ser celebrada, provando que sua elegância e estilo transcenderam seu tempo e ainda ressoam com as novas gerações.

## Últimos anos
Sarah Kubitschek foi a fundadora da Organização das Pioneiras Sociais, uma entidade que se destacou por suas notáveis iniciativas de assistencialismo, especialmente em Minas Gerais. Sob sua liderança, a organização promoveu a criação de escolas em áreas rurais e estabeleceu creches para apoiar as famílias e crianças em situação de vulnerabilidade social. Seu trabalho incluía a distribuição de roupas, alimentos, cadeiras de rodas e outros aparelhos mecânicos para deficientes físicos, garantindo que aqueles em situação de necessidade pudessem ter acesso a recursos essenciais para a dignidade e o bem-estar.
Além dessas ações, a fundação também foi responsável pela implementação de hospitais-volantes, que levavam assistência médica a regiões remotas e carentes, assim como hospitais flutuantes, que foram enviados da Alemanha para atender a população do Amazonas. Essa iniciativa inovadora foi fundamental para ampliar o acesso à saúde em áreas onde os serviços médicos eram escassos ou inexistentes.

## Morte
Após a morte de Juscelino Kubitschek, Sarah Kubitschek viveu da pensão que recebia do ex-presidente. Ela se estabeleceu em um apartamento alugado em Brasília, onde passou seus últimos anos. Conhecida por sua elegância e dignidade, mesmo em momentos de dificuldades pessoais, Sarah continuou a ser uma figura respeitada e admirada.
Faleceu em 4 de fevereiro de 1996, aos 87 anos, em decorrência de uma parada cardiorrespiratória.

## Legado

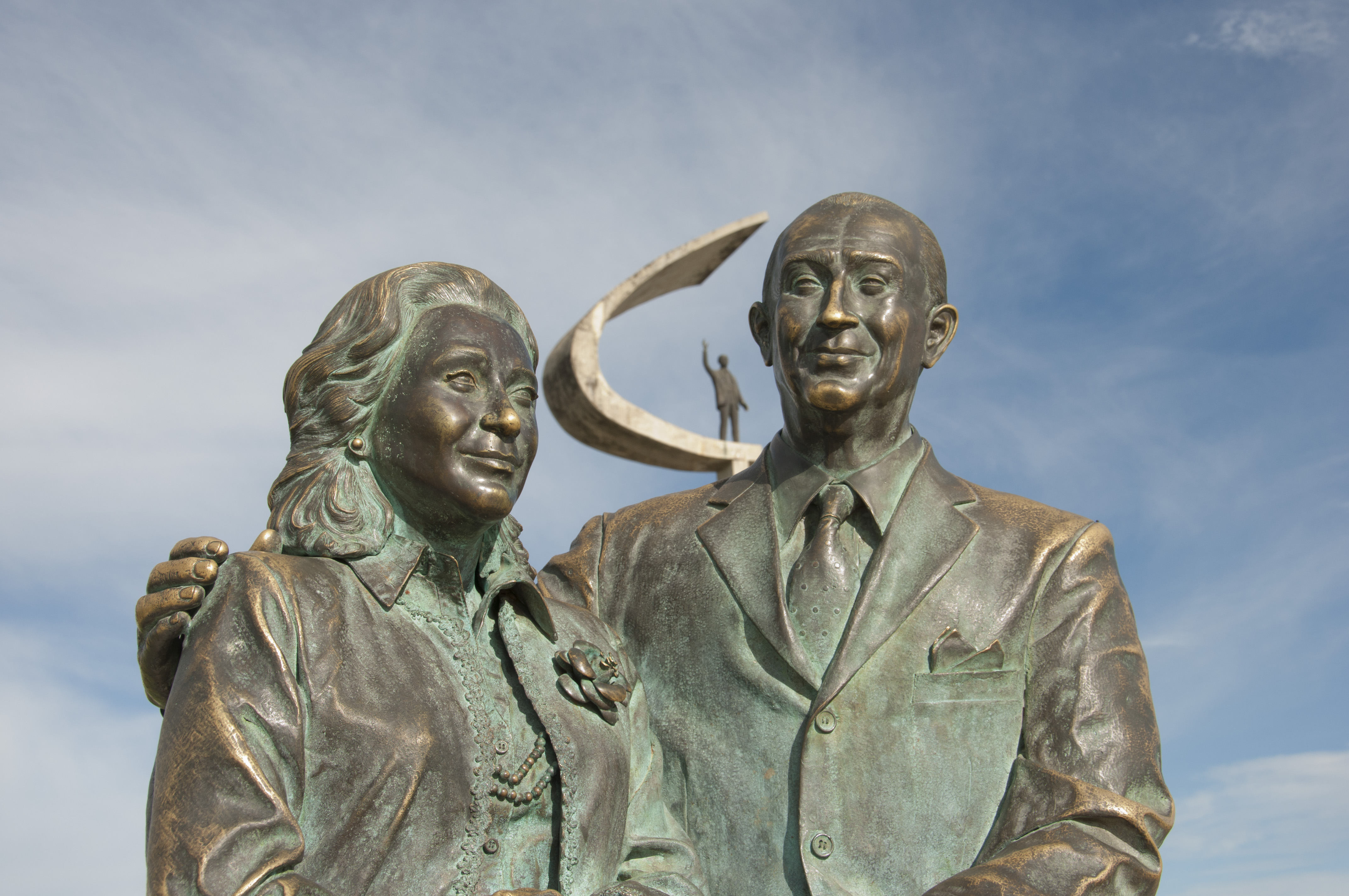
Estátuas de JK e Sarah no Memorial JK, em Brasília.

Em reconhecimento ao legado de Sarah Kubitschek, diversas instituições de saúde e educação foram nomeadas em sua homenagem.
Um dos principais legados é a Rede Sarah, que se tornou uma referência nacional no tratamento de politraumatizados, com unidades em sete capitais brasileiras: Fortaleza, Macapá, Belo Horizonte, Brasília, São Luís, Rio de Janeiro, Belém e Salvador. Este hospital simboliza a continuidade do trabalho de Sarah na área da saúde e sua preocupação com a recuperação e reabilitação de pacientes.
Além disso, em Areia Branca, no Rio Grande do Norte, encontra-se o Hospital Maternidade Sarah Kubitschek, que presta serviços essenciais à saúde materno-infantil, perpetuando seu nome e legado na área da saúde.
Sarah também foi uma das apoiadoras do Memorial JK, um projeto arquitetônico de Oscar Niemeyer que homenageia seu marido, Juscelino Kubitschek, e que se tornou um importante marco cultural e turístico em Brasília. Outro exemplo do impacto de suas ações é o Instituto Educacional Sarah Kubitschek, uma escola de formação de professores no Rio de Janeiro, que visa melhorar a qualidade da educação no país.

## Honras
| Insígma | País     | Honra                                                                                                  | Data                     |
| ------- | -------- | --- | ------------------------ |
|         | Portugal | Grã-Cruz da Ordem Militar de Cristo, concedida pelo presidente Francisco Higino Craveiro Lopes.        | 30 de julho de 1957.     |
|         | Portugal | Grã-Cruz da Ordem do Infante Dom Henrique, concedida pelo presidente Américo de Deus Rodrigues Thomaz. | 28 de fevereiro de 1961. |

## Representações na cultura
Sarah Kubitschek teve uma presença significativa na cultura brasileira, sendo representada em várias produções artísticas que buscam retratar sua vida e legado.
- Em 2006, a minissérie JK, produzida pela TV Globo, trouxe uma abordagem dramatizada sobre a vida de Juscelino Kubitschek e seu contexto histórico, com Sarah sendo interpretada pelas atrizes Marília Pêra na fase madura e Débora Falabella na fase jovem. Essa produção destacou a importância de sua figura como primeira-dama e sua contribuição para as políticas sociais do país.[29]
- Mais tarde, em 2009, a atriz Kátia d'Angelo interpretou Sarah no filme Bela Noite para Voar, que também aborda aspectos de sua vida e seu relacionamento com Juscelino. O filme busca capturar a essência de uma mulher forte que, apesar de suas preferências pessoais, se destacou em um papel público significativo durante um período crucial da história do Brasil.[30]
- Mais recentemente, em 2023, Sarah foi novamente retratada na telenovela Amor Perfeito, produzida pela TV Globo, onde a atriz Raquel Monteiro assumiu o papel da ex-primeira-dama. Essa nova representação reforça a relevância contínua de Sarah na memória coletiva do Brasil e sua influência em narrativas que exploram o papel das mulheres na política e na sociedade.[31]